# Löbau-Zittau (district)
Districtul Löbau-Zittau este un Kreis în landul Saxonia, Germania. 